# Ila Egger-Lienz

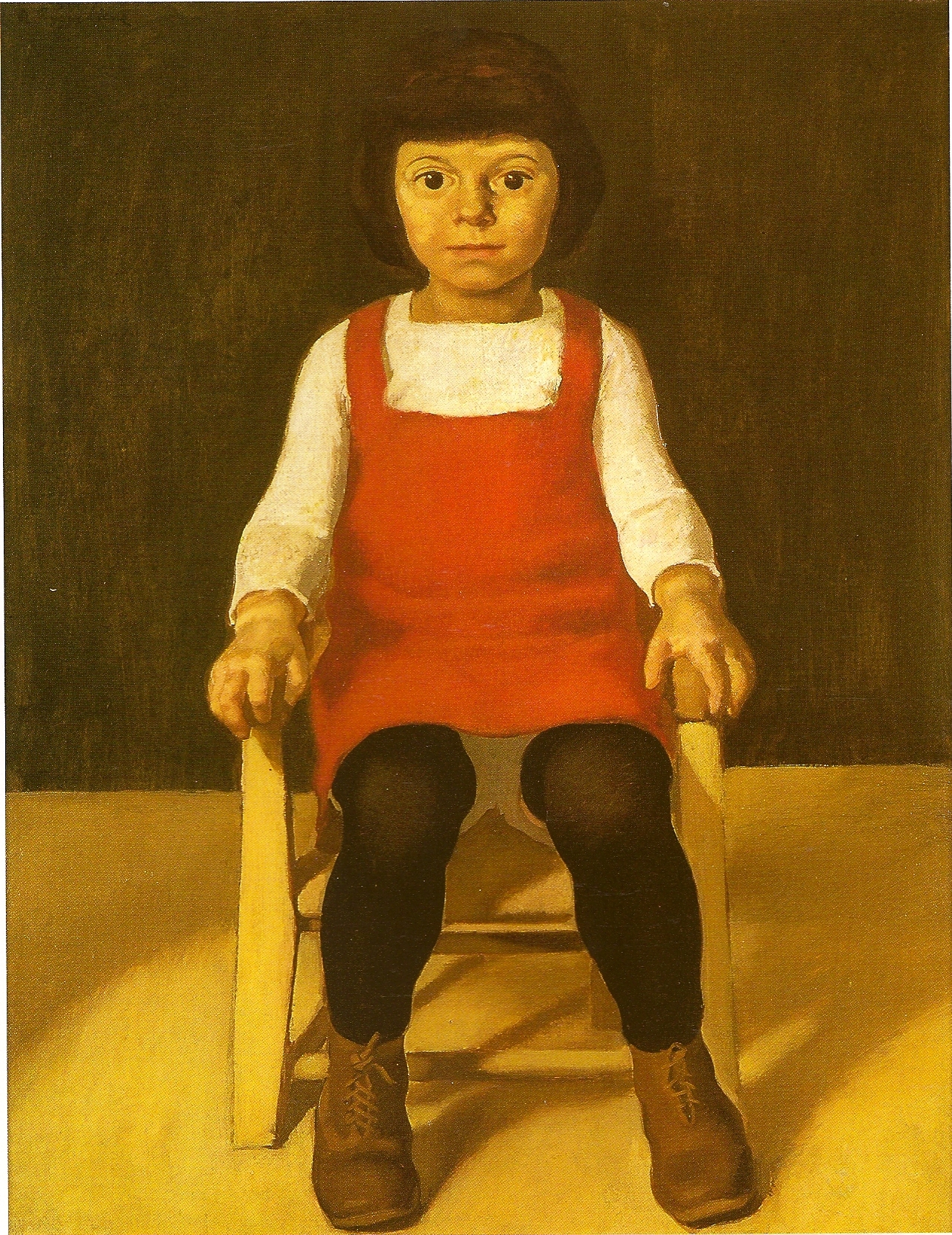
Ila Egger-Lienz, 1917

Ila Egger-Lienz (* 19. März 1912 in Hall in Tirol; † 8. November 2003 in Innsbruck) war eine österreichische Schriftstellerin.

## Leben
Nach dem Tod ihres Vaters Albin Egger-Lienz 1926 übersiedelte die Familie nach Innsbruck. Nach Aufenthalten in Wien, Holland und München kehrte Egger-Lienz nach Tirol zurück. 
Sie hat Sprachen und Ausdruckstanz studiert und arbeitete zunächst als Englisch- und Gymnastiklehrerin. Schon früh schrieb sie eine Biographie über ihren Vater und Romane. Im Haymonverlag erschien 1986 die Trilogie "Ghislaine".

## Werke

### Biografien
- Mein Vater Albin Egger-Lienz, Innsbruck 1939.
- Albin Egger-Lienz: Der Mensch. Das Werk. Selbstzeugnisse. (Ila Egger-Lienz und Kristian Sotriffer) Innsbruck 1996.

### Romane
- Blätter im Herbst, Wien 1947.
- Arabesken, Wien 1950.
- Das Veilchenbeet, Wien 1954.
- Der Zwischenfall. Romantrilogie Band I, Innsbruck 1986.
- Boris und Philippe. Romantrilogie Band II, Innsbruck 1986.
- Im Zauberkreis. Romantrilogie Band III, Innsbruck 1986.
- Geneviève, Frankfurt am Main 1993.